# Palòn de la Mare
Der Palòn de la Mare, in älterer Literatur auch Palon della Mare geschrieben, ist ein 3703 m s.l.m. hoher Berg im Hauptkamm der Ortler-Alpen, einem Gebirge der südlichen Ostalpen. Der Berg liegt genau auf der Grenze zwischen den italienischen Provinzen Trient und Sondrio im Nationalpark Stilfserjoch. Der mit Firn bedeckte Gipfel ist die fünfthöchste Erhebung der Ortler-Alpen und wirkt von Süden aus betrachtet sehr dominant. Nach Norden und Südosten sendet er ausgeprägte Grate, die den Kammverlauf bilden. Durch seine leichte Erreichbarkeit vom Rifugio Cesare Branca (deutsch: Brancahütte) aus, ist er im Frühjahr auch für Skitourengeher ein beliebtes Ziel. Er wird oft im Rahmen eines Übergangs zum Monte Cevedale überschritten. Zuerst bestiegen wurde der Palòn am 10. September 1867 von dem aus Böhmen stammenden Polar- und Alpenforscher Julius von Payer und den Bergführern Johann Pinggera aus Sulden und A. Chiesa aus Peio im Val di Peio.

## Lage
Der Palòn de la Mare ist vollständig von Gletschern umgeben. Im Nordosten reicht die Vedretta Rossa hinauf bis zum Gipfelpunkt, im Süden und Westen erstreckt sich der Ghiacciaio dei Forni, der größte Gletscher des Gebietes und umschließt den Fuß des Palòn, im Norden liegt die Vedretta de la Mare. Benachbarter Gipfel ist im Verlauf des Nordgrats, getrennt durch den Col de la Mare (3442 m) und den Passo Rosole auf 3502 Metern Höhe gelegen, der 3769 Meter hohe Monte Cevedale. Im Verlauf des Südostfirngrats liegt, getrennt durch den Passo della Vedretta Rossa (3405 m) der Monte Vioz. Nach Osten hin fällt der Palòn hinab zum Stausee Lago del Càreser, dessen Wasserspiegel auf 2603 Metern Höhe liegt. Das Trentiner Dorf Peio im Val di Peio liegt etwa sieben Kilometer Luftlinie in südöstlicher Richtung, das Südtiroler Sulden etwa 12 km in nördlicher Richtung.

## Stützpunkte und Besteigung
Julius Payers Weg im Jahre 1867 führte von einem östlich gelegenen improvisierten Biwak oberhalb der Malga Mare, einer kleinen Alpe im oberen Val de la Mare auf etwa 2600 Metern Höhe, in westlicher Richtung auf die Vedretta Rossa und den Ostgrat (Catena Rossa) zum Gipfel. Die Gruppe, durch eine schlaflose, regnerische Nacht geschwächt, benötigte sechs Stunden für den Aufstieg. Nachdem Payer seine Vermessungsarbeiten nach zweieinhalb Stunden beendet hatte, beschloss man mit durchnässten Füssen, und [der] völlige[n] Unkenntnis mit jenem Eismeere welches sie auf dem Wege nach St. Caterina zu durchwandern hatten dringend [den] Aufbruch. Um 3½ U. fuhren sie den Berg nach Westen ab.... Nach dreieinviertel Stunden wurde das Ziel erreicht.
Der heutige Normalweg auf den Palòn de la Mare führt vom Rifugio Cesare Branca, oberhalb von Santa Caterina Valfurva im Val del Forno auf 2493 Metern Höhe gelegen, als Hochtour mit entsprechender Ausrüstung und Gletschererfahrung zunächst in südliche Richtung. Dann geht es nördlich weiter über den spaltenreichen westlich vom Palòn gelegenen Gletscher über die Westseite zum Gipfel in, laut Literatur, 4 bis 5 Stunden. Im Prinzip war diese Route der Abstieg der Erstbesteiger. Weitere Anstiege, teilweise Kletterrouten in den Schwierigkeitsgraden bis UIAA IV-, existieren an den Graten, am Nordwestpfeiler und durch die Nordwestwand.